# プブリウス・ウェンティディウス・バッスス
プブリウス・ウェンティディウス・バッスス（ラテン語: Publius Ventidius Bassus,  紀元前89年頃 - 紀元前38年）は、共和政ローマ末期の軍人・政治家。第一回三頭政治の一角であったカエサル、および第二回三頭政治の一角であるアントニウスの旗下で職業軍人として働き、紀元前43年には補充執政官に就任している。
また、共和政末期のローマ内乱に乗じてオリエントに侵攻したパルティア軍を撃退し、凱旋式挙行の栄誉を受けた。
ヴェンティディウスまたはベンティディウスと表記される場合もある。

## 出自
イタリア半島のピセヌム（現在のマルケ州）中部のアウクシムム（現在のオージモ）を中心に勢力を持った豪族ウェンティディウス家の出身。同家は同盟市戦争においてローマに敵対し、グナエウス・ポンペイウス・ストラボ（第一回三頭政治の一角であったポンペイウス・マグヌスの父）に敗北した（アスクルムの戦い (紀元前89年)）。その際、幼きウェンティディウスと彼の母親は捕えられ、彼は母の懐に抱かれながら凱旋式の先頭を歩く見世物にされている。このことから彼の出自がウェンティディウス一門の中でも主家筋に近いことが推測される。
生年は正確には不明。ただ前述のように、同盟市戦争（紀元前90年）直後の凱旋式の時点で乳飲み子であったことから、生年は紀元前89年頃と考えられる。

## 壮年期まで
ウェンティディウスの幼少期～青年期の詳細は不明である。紀元前90年代のスッラとマリウスの抗争の際に、スッラ旗下のポンペイウス・マグヌスによりウェンティディウス一門の有力者がアウクシムムから追放されたことや、彼が長じてのち、キケロの著作などで、その幼少期の暮らし向きから「騾馬(ラバ)追い」呼ばわりされていることから、幼少期の彼は困窮していたものと考えられているが、これは後の創作とする説も有力である。
ただ、後の経歴から推測するに、仮に真実であるとしても困窮の中騾馬追いをしていた時期はごく短く、早い時期から一兵卒として軍務に服していたと思われる。カエサルの下で補給と輸送の管理の専門家として、職業軍人としての経歴を積んでいった。カエサルが暗殺されて以降はアントニウス派の将軍として働き、例えばムティナの戦いの敗北から脱出したアントニウスを、ピセヌムで徴募したばかりの古参兵3個軍団を率いて救出するなどの功績を立てている。
紀元前43年11月には、オクタヴィアヌス派のガイウス・カッリナスと共に補充執政官に就任した。本来の紀元前43年の執政官であったヒルティウスとパンサの死亡を受け、オクタヴィアヌスとペディウスが補充執政官となっていたところ、第2回三頭政治開始と同時に2人が退任したため、残り１か月の空白に、補充執政官に就任したものである。これはアントニウスとオクタヴィアヌスが自分達の派閥の人間にインペリウムを与えることが目的であったと思われる。補充執政官退任後の赴任地は不明だが、紀元前41年にはガリア・コマータ(北方ガリア）に赴任している事が分かっている。
アントニウスとオクタヴィアヌスとの抗争においては、例えば紀元前41年に同じアントニウス派の将軍ポッリオとの足並みがそろわず、ペルシアにて救出を待つ執政官ルキウス・アントニウスの救出を断念する（ペルシアの戦い）などの失敗もあるが、概ね地味ながら確実な戦果を積み上げていた。

## オリエント防衛
紀元前40年にパルティア王オロデス2世の王子パコルスが率いるパルティア軍が属州シリアを襲撃した。しかもこれに対処すべく派遣されたローマの将軍クィントゥス・ラビエヌスがパルティア側に寝返ったことで、ローマ支配下のオリエントはさらに深刻な脅威にさらされた。
これを受けて派遣されたのがウェンティディウスであり、彼はまずラビエヌスの掃討に向かう事になった。紀元前39年、ウェンティディウスは小アジアのタウルス山脈周辺でラビエヌス指揮下のパルティア騎兵を移動困難な急斜面に誘導して殲滅した（キリキアの門の戦い）。ラビエヌスは脱出を図るも捕えられ、処刑された。さらに、同年中にウェンティディウスは、ラビエヌスとは別ルートで小アジアを侵攻中であったパルティアの将軍ファルナパテスを、伏兵を置いた上で、少数の釣り出し部隊でその罠へと誘導する戦術で撃破し、ファルナパテスはローマの捕虜となった後に殺害されている(アマーヌス山の戦い)。
なお王子パコルスは早々にシリアから撤退していたため、ウェンティディウスはシリアを無血で奪還したが、紀元前38年早春、パコルスは再びシリアに侵攻してきた。
このパコルスに対し、冬営中であったウェンティディウスは偽情報を流すことで時間を稼ぎ軍団を再編した。パルティア軍はアンティオキア攻略途上でギンダロス山周辺のローマ軍陣地を襲撃するも、再編を済ませ待ち受けたローマ軍の投石兵部隊と重装歩兵部隊の前に壊滅（ギンダロス山の戦い）、パコルスは護衛もろとも殺害された。
ウェンティディウスは、アントニウスの嫉妬を懸念してそれ以上のパルティア軍残党の追撃は断念したが、離反していたシリア諸部族の鎮圧を行った。
ところが彼がパルティア側に寝返っていたユーフラテス川沿いのサモサタ(現トルコのサムサト）の攻略を故意に遅らせているとの噂が立った。コンマゲネ王アンティオコスから1000タラントンの賄賂を貰ったからだ、というのである。
ウェンティディウスは疑いを晴らすべくアントニウスにその命に服する旨を請うたものの、そのアントニウスは自らシリアに出向き、ウェンティディウスを解任してしまう。
もっとも、サモサタ攻略を引き継いだアントニウスも結局成功せず、結局300タラントンの賠償金を見返りに和平に応じてしまっていることから、プルタルコスは「ウェンティディウスの解任は、全ての功績が彼に帰することを嫌ったアントニウスの嫉妬である」と断じている。

## 凱旋式と死

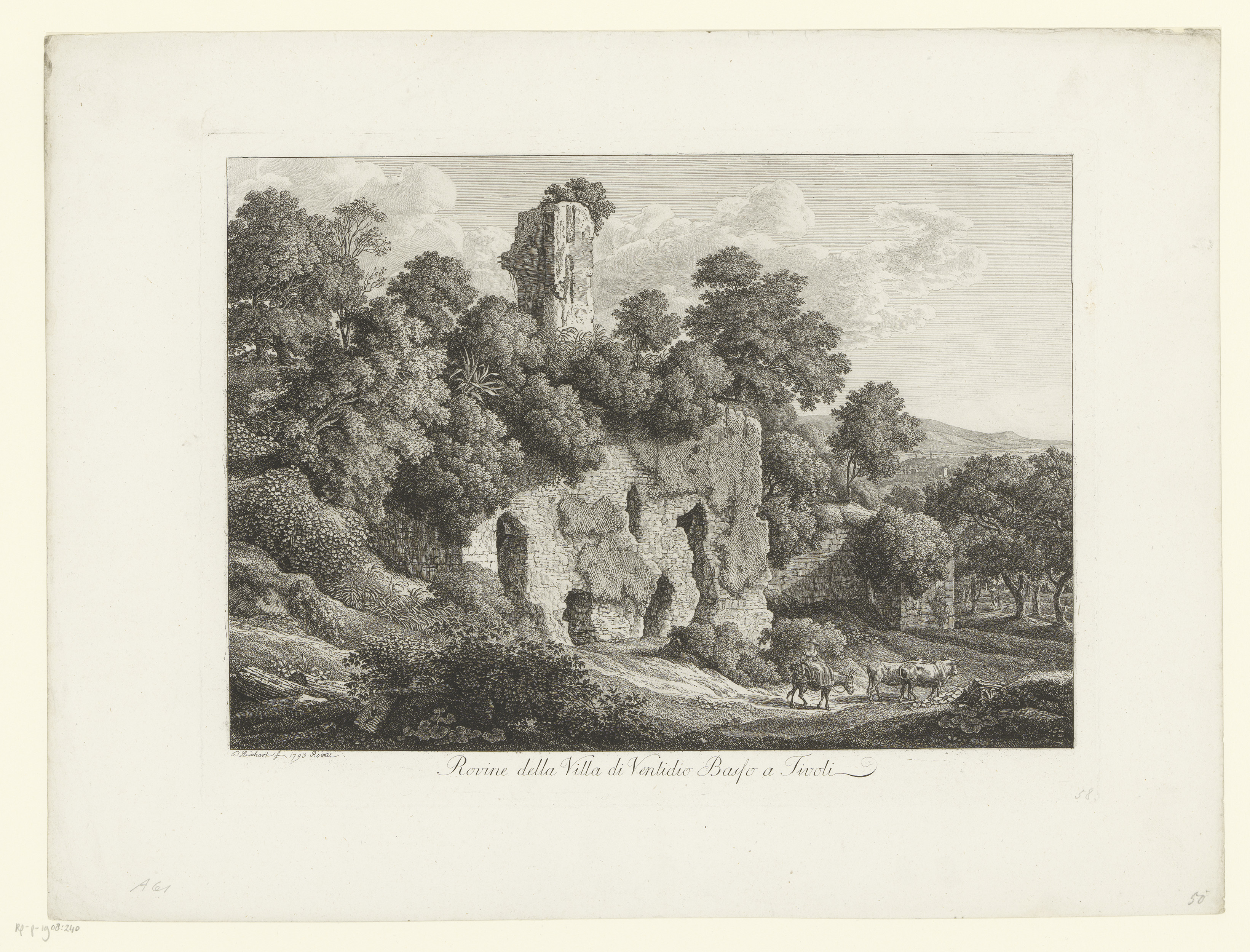
ティヴォリにあるウェンティディウスのヴィラの遺跡。Mahlerisch-Radirte Prospecte von Italienより（1793年）

紀元前38年の11月、ウェンティディウスは首都ローマで対パルティア戦勝利の凱旋式を行った。歴史家プルタルコスは、彼を「パルティアから凱旋式を勝ち取った唯一の人物」として称賛している。
ただウェンティディウスは同年中に死去、国葬にて葬られている。凱旋式以降の彼の行跡・死の理由・その経緯は不明。

## 登場作品
シェイクスピア「アントニーとクレオパトラ」：第二幕 第三場および、第三幕 第一場に登場。第二幕ではチョイ役、第三幕ではアントニウスの命を受けオリエント防衛を成功させるも、成果を出し過ぎることでアントニウスの嫉妬を招くことの愚かさを副官に説く、シニカルな部将として登場する。
新渡戸稲造「武士道」：第10章にて「武人の徳とされている功名心は、汚れをまとった利益よりも、むしろ損失を選ぶ」という言葉がウェンティディウスの言葉として引用されている。
また、ウェッレイウス・パテルクルス「ローマ世界の歴史」、タキトゥス「ゲルマニア」などで、ウェンティディウスの対パルティア戦の勝利が讃えられている。